# 次硝酸ビスマス
次硝酸ビスマス（じしょうさんびすます、英:bismuth subnitrate）とは収斂薬の1つ。化学式はBi5O(OH)9(NO3)4、CAS登録番号は1304-85-4。

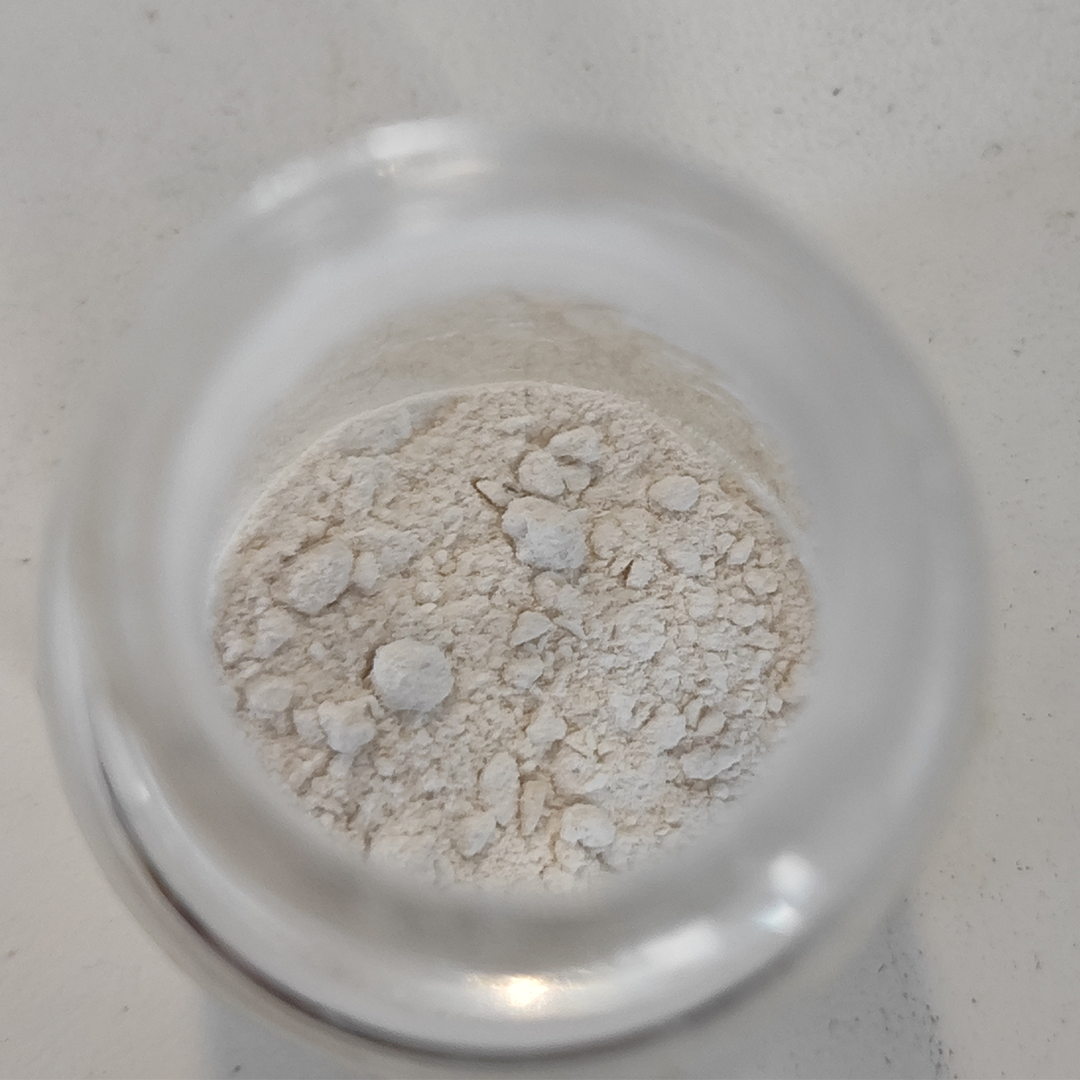
次硝酸ビスマス

## 性質
白色粉末で、水にはほとんど溶けない。
腸粘膜表面のタンパク質と結合して不溶性の被膜を形成し、粘膜の保護作用、炎症抑制作用を示す。
なお、慢性消化管通過障害又は重篤な消化管潰瘍のある患者、そして出血性大腸炎の患者には禁忌である。

## 利用
ニーランデル法
主に尿中のグルコースを検出する方法の一つで、アルカリ溶液中で次硝酸ビスマスはグルコースの還元作用により、金属ビスマスとなり褐黒色の沈殿を生じる。感度は約50mg/dl以上である。